# Cool World (videogioco 1993 NES)
Cool World è un videogioco a piattaforme del 1993 tratto dal film Fuga dal mondo dei sogni (1992) e pubblicato per console Nintendo Entertainment System dalla Ocean Software.
Il protagonista Frank Harris deve attraversare diversi luoghi a scorrimento orizzontale, o a volte verticale, affrontando con varie armi i bizzarri personaggi-cartoni animati detti Doodle.
L'azienda pubblicò anche Cool World (1992) per computer e Cool World (1993) per SNES, i quali, sebbene abbiano la stessa ambientazione e copertina molto simile, sono giochi piuttosto differenti.